# GeForce 400系列
GeForce 400系列 是NVIDIA的第十二代GeForce顯示晶片。採用TSMC的40nm製程，高階型號將首次採用GDDR5顯示記憶體，中低端產品會采用新型SDDR3顯示記憶體。
該系列產品在最初準備發表時，人們曾認為將命名為GeForce 300系列，但在2010年2月初，NVIDIA通過在Twitter和Facebook的官方帳戶發出消息，下一代Fermi核心的首發兩款產品將被命名為GeForce 400系列，分別為GTX 470和GTX 480。而GeForce 300系列將使用在OEM市場，就像之前的GeForce 100系列。
由於NVIDIA需要針對DirectX 11而重新設計顯示核心，所以GTX 480的推出時程比對手AMD慢了不少。後者只是在舊有顯示核心，加上對新Shader Model指令的支持，並沒有針對DirectX 11而優化。

## 架構介紹
頂級產品GTX 480擁有30億個電晶體，原設計有512個流處理器（CUDA核心），基於良品率的考慮關閉了32個而只有480个CUDA核心被啟用，但數量仍然是GTX 280的兩倍多，支援GDDR5顯示記憶體，完整支援DirectX 11標準。GTX 480擁有NVIDIA稱之為PolyMorph引擎的技術，在單顆GPU上有16個的鑲嵌繪圖引擎，可執行全球首款可擴充的幾何管線。GTX 480還擁有32倍反鋸齒模式，3D Vision Surround技術，支援三屏3D顯示輸出（GTX 200系列也同樣支援該技術）。
新的顯示核心特別針對幾何性能而設計。近幾年，顯示核心的渲染效果有了大幅增長，但幾何性能只以幾個倍數的幅度而增加。

### 模組化
在DirectX 11時代，為進一步加強通用可程式化能力，NVIDIA將GPU劃分為多個GPC模組，每個模組實際上除了沒有獨立的顯示記憶體控制器、二級快取以外，幾乎是一顆完整的小型GPU。在GPC內部，內建光柵單元、SM（流式多處理器）陣列/單元，SM單元中包含了一個指令快取、Warp排程器和分派單元各兩個、寄存器、32個/48個流處理器（CUDA核心）、16個載入/存儲單元、4個特殊功能單元、一級快取、4個紋理單元、紋理快取以及一個負責曲面細分的PolyMorph引擎。
透過對GPC單元或SM陣列的增加刪減，效能會隨之成近乎線性的增減，籍此可以快速產生多個不同的GPU產品線。頂級產品GeForce GTX 480上，顯示核心代號『GF100』，共計4組GPC單元，每組4個SM阵列，每個SM阵列32個流處理器，但其中一組SM阵列被關閉。中高端產品GeForce GTX 460，核心代號『GF104』，擁有2組GPC單元，每組4個SM阵列，但每個SM阵列中有48個流處理器，同樣有一個SM阵列被關閉。

### Tessellation
Tessellation技術已經被編入為DirectX 11標準。對手AMD則在Radeon 8500時代已經支援相關技術。但當時的Tessellation級別不能夠被有效控制，容易造成圖像失真。現時，Tessellation技術已經可以完全被編程。額外的頂點可以透過不同的算法而新增。

### Direct Compute 11
Direct Compute可以加強圖形特效。例如不同物件的半透明效果，景深效果。

### 光栅化引擎
以往的顯示核心只有一個光栅化引擎。而GTX 480則擁有4個，增強抗锯齿性能。

### PolyMorph引擎
由於應用了Tessellation技術，場景中的多邊形數量可能會大幅增加。PolyMorph引擎則用來增強多多邊形場景的幾何性能。

### 流处理器
亦即是NVIDIA所稱的CUDA核心。GTX 480用的CUDA核心是NVIDIA所標示的第三代版本。所有指令都被打散為1D指令。增加CUDA核心的使用率。在浮點處理方面，GTX 480用的是IEEE754-2008标准。數據只在輸出時四舍五入。以往的做法是每一個步驟都要四舍五入，誤差會累積。整數指令精度方面，支援32位元，而對手AMD則只支援24位元。在執行殊函数运算时，AMD的顯示核心使用流处理器仍計算。而NVIDIA的顯示核心則採用專用的元件。

### 纹理单元
纹理单元的數量有所下降。NVIDIA聲稱會透過提高單元效率，來彌補纹理单元數目的減少。纹理单元亦已經集成到流处理器中，減少了延遲。

### 光栅单元
重新設計光栅单元，以追趕對手的抗锯齿效能。而CSAA的精度亦有所提升，達到32x。

### 通用計算
首次支援C++和ECC。

## 產品介紹

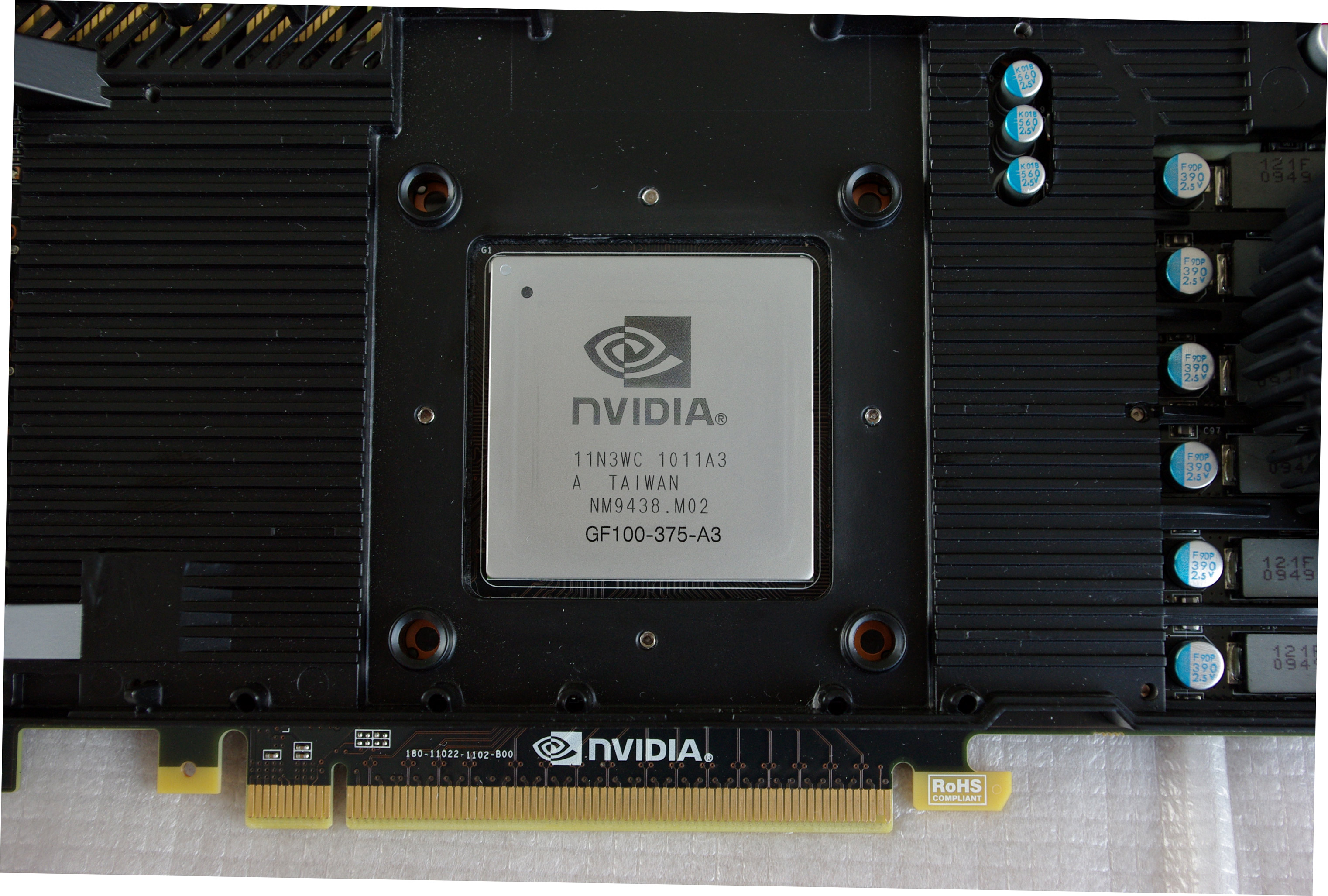
GTX 480的顯示核心

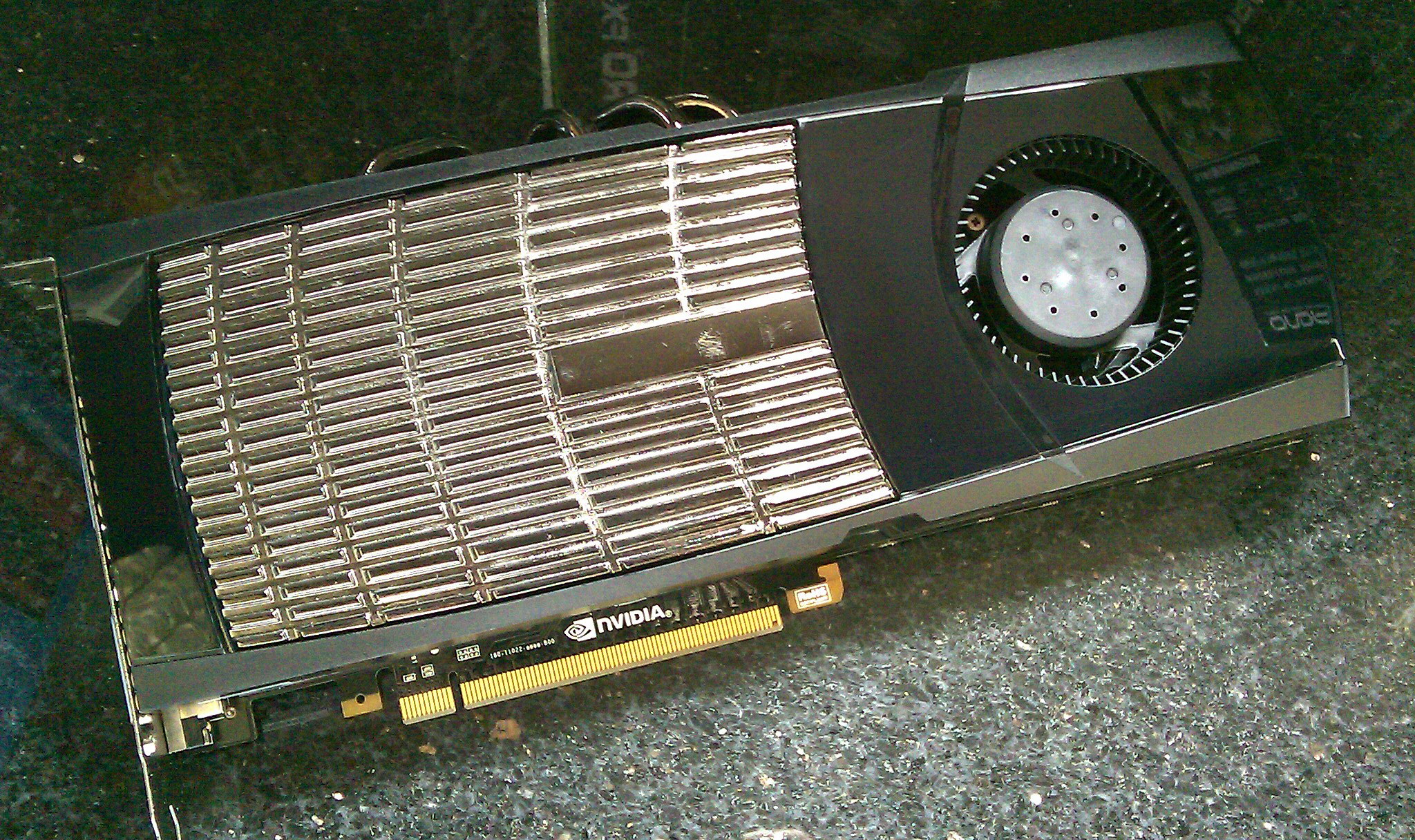
NVIDIA公版GTX 480顯示卡

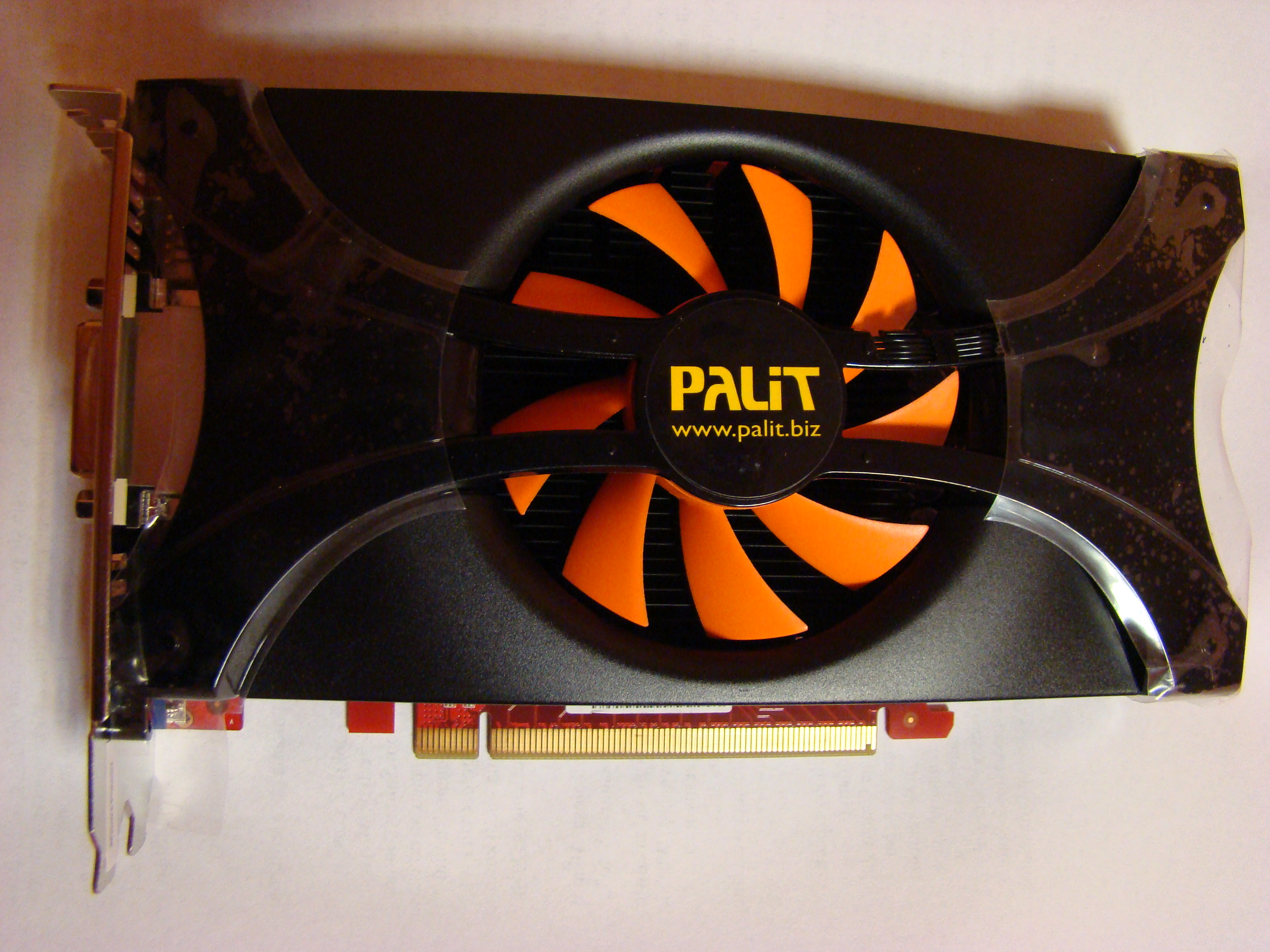
台灣同德推出的GTX 460顯示卡

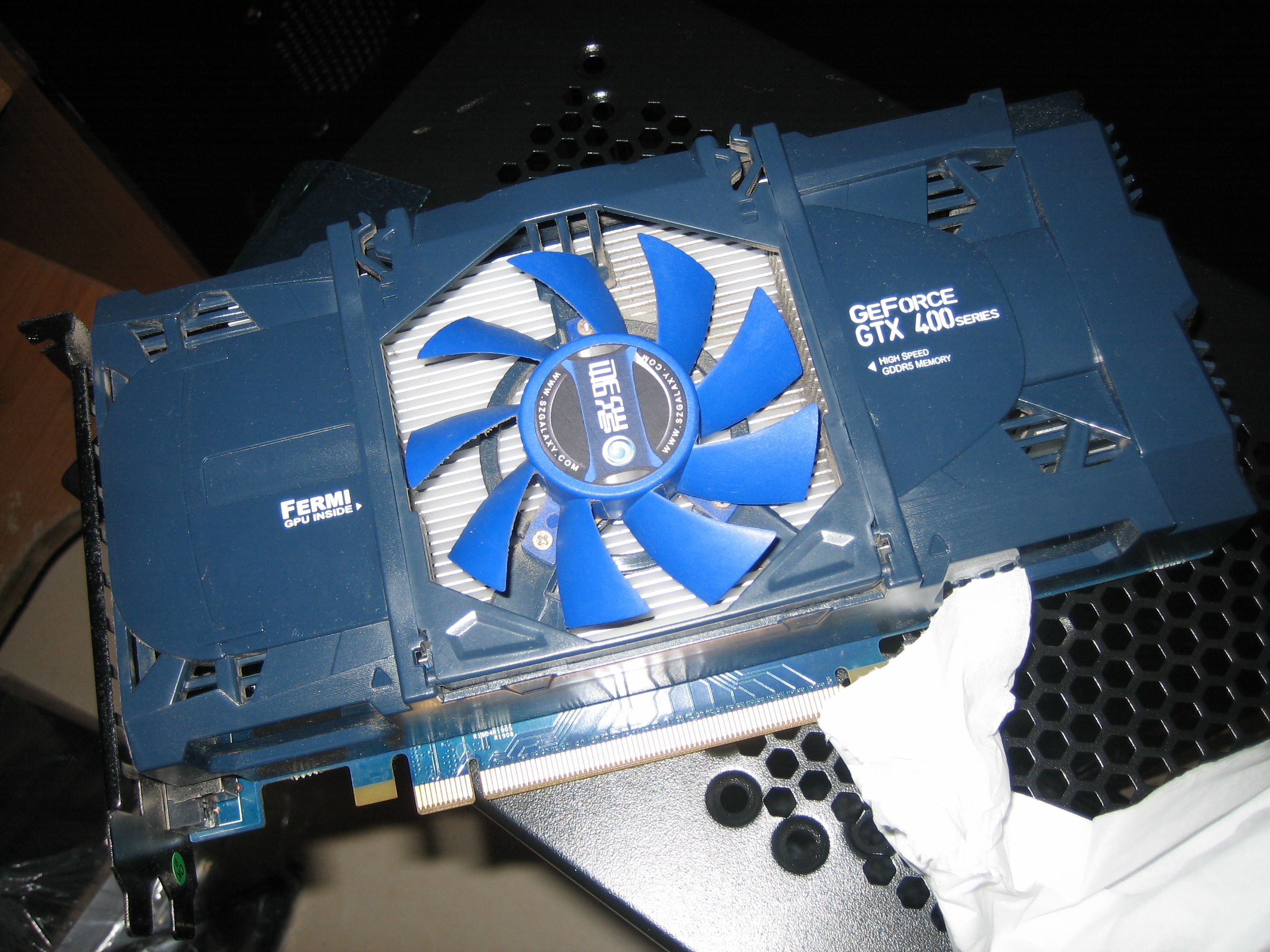
影馳出品的GeForce GTX 460

- 桌面平臺
  - GeForce 405[7] - 採用GT218核心，後期更新為GF119，擁有16個CUDA核心，核心頻率520MHz，採用1580MHz GDDR3顯示記憶體，僅供OEM使用。
  - GeForce GT 420[8] - 2010年9月5日推出。採用GF108核心，擁有48個CUDA核心，核心頻率700MHz，採用900MHz GDDR3顯示記憶體。只供OEM使用。
  - GeForce GT 430[9] - 2010年9月13日推出。採用GF108核心，擁有96個CUDA核心，採用900MHz GDDR3或800MHz GDDR5顯示記憶體，OEM版本最高達到2GB[10]。
  - GeForce GT 440[11] - 2010年10月17日推出。採用GF106核心，擁有144個CUDA核心，採用高於GTS 450的192位GDDR5，顯示記憶體容量有1.5GB與3GB兩種，僅供OEM市場，其競爭對手是AMD的HD 5600系列。之後，NVIDIA於2011年2月1日推出零售版本[12]，不同於OEM版本，採用GF108核心，擁有96個CUDA核心，用來取代上代產品GT 240。
  - GeForce GTS 450[13] - 2010年9月13日推出。採用GF106核心（2011年初改用GF116），擁有192個CUDA核心，採用128位GDDR5（一個64位元的記憶體控制器被關閉），顯示記憶體容量有1GB與2GB兩種，定位於129美元以下市場，其效能在競爭對手HD 5770之下。OEM版本採用192位GDDR5，顯示記憶體容量1.5GB[14]。
  - GeForce GTX 460[15] - 2010年7月12日推出。採用GF104核心。在多個媒體評測中，其SLI效能已經超過單卡GTX 480。記憶體有768MB/192-bit、1GB/256-bit、2GB/256-bit三種版本，後者僅供OEM，並且記憶體頻率降為1700MHz[16]。GeForce GTX 460 v2為2011年7月推出的更新版本，採用GF114核心，時脈亦較高。全部版本均沒有開啟全部流處理器（CUDA核心），只啟用了其中336個，亦即關閉了其中一組SM單元48個流處理器，但也有極少部分流處理器全部開啟工程樣品流入零售市場，後來也有部分廠商的GeForce GTX 460顯示卡可以透過刷寫GeForce GTX 560 Ti來開啟全部流處理器。
  - GeForce GTX 460 Second Edition[15] - 2010年11月15日推出。早期名稱是GTS 455。SE的名稱與早期的MX 440 SE等類似，是在GTX 460基礎上繼續屏蔽了部分處理單元。
  - GeForce GTX 465[17] - 2010年6月1日推出。顯示核心與GTX 470相同，是其“閹割”版本。擁有352個CUDA核心即11個流處理器模組，採用1GB 256-bit GDDR5顯示記憶體。基於這個特性，部分擁有10片顯示記憶體顆粒的GTX 465可以硬刷BIOS成為GTX 470，但實際GTX 465是屏蔽了部分有問題的顯示核心，強制打開被屏蔽的核心可能會出現花屏，死機等現象[18]。
  - GeForce GTX 470[19] - 2010年3月26日推出。該系列首款产品，GTX 470有448个運作於607MHz的CUDA核心，1215MHz的著色器時脈與1.25GB的GDDR5記憶體，核心TDP則是215W。與HD 5850相比之下GTX 470比前者幾乎都快上10%的性能，發布價位則是349美元，GTX 480與GTX 470都是NVIDIA第一張支援Direct3D 11的顯示卡。
  - GeForce GTX 480[20] - 2010年3月26日推出。該系列首款产品，目前GeForce 400系列中最高階的版本，它擁有480个運作在700MHz的CUDA核心、1.4GHz的著色器時脈與1.5GB的GDDR5記憶體，核心TDP為250W。與Radeon HD 5870相比GTX 480比前者幾乎都快上10 - 30%的性能，發布價位是499美元。GF100核心的完整優化版本GF110於2010年11月8日推出，命名為GeForce GTX 580。

- 行動平臺
  - GeForce 410M - 2011年1月5日推出，核心採用GF108M的改進版本GF119M，代號N12M-GS。
  - GeForce GT 415M - 2010年9月3日推出，採用GF108M核心，代號N11P-GV。
  - GeForce GT 420M - 2010年9月3日推出，採用GF108M核心，代號N11P-GE。
  - GeForce GT 425M - 2010年8月15日推出，採用GF108M核心，代號N11P-GS。
  - GeForce GT 435M - 2010年9月3日推出，採用GF108M核心，代號N11P-GT。
  - GeForce GT 445M - 2010年9月3日推出，採用GF106M核心，代號N11E-GE。
  - GeForce GTX 460M[21] - 2010年9月3日推出，採用GF106M核心，代號N11E-GS。內建192個CUDA核心，時脈為675MHz，流處理器時脈為1350MHz，支援192-bit頻寬的1.5GB GDDR5記憶體。
  - GeForce GTX 470M[22] - 2010年9月3日推出，採用GF104M核心，代號N11E-GT。內建288個CUDA核心，時脈為550MHz，流處理器時脈為1100MHz，支援192-bit頻寬的1.5GB GDDR5記憶體。
  - GeForce GTX 480M[23] - 2010年5月25日推出，採用GF100M核心，代號N11E-GTX，NVIDIA首款DirectX 11行動顯示核心。同時還發表了NVIDIA Verde筆記型電腦驅動程式。GTX 480M內建352個CUDA核心，時脈為425MHz，流處理器時脈為850MHz，單精確度浮點性為897GFlops，並支援256-bit頻寬的2GB GDDR5記憶體，其功耗約為100W。影像輸出部份GTX 480M支援DisplayPort、HDMI 1.4等介面。
  - GeForce GTX 485M[24] - 2011年1月5日推出，採用改进的GF114M核心，代號N12E-GTX。GTX 485M內建完整的384個CUDA核心，時脈為575MHz，流處理器時脈為1150MHz，支援256-bit頻寬的2GB GDDR5記憶體，其功耗約為100W。相比GTX 480M其计算能力提升48%、带宽提升25%。

## 外部連結
- NVIDIA主頁（页面存档备份，存于）
- Next Generation CUDA Architecture, Code Named Fermi（页面存档备份，存于）